# Райт, Летиша
Летиша Райт (англ. Letitia Wright; род. 31 октября 1993, Джорджтаун, Гайана) — британская актриса гайанского происхождения. Наиболее известна по роли Шури в кинематографической вселенной Marvel в фильмах «Чёрная пантера», «Мстители: Война бесконечности», «Мстители: Финал» и «Чёрная пантера: Ваканда навеки».

## Биография
Летиша Мишель Райт родилась в Джорджтауне, Гайана. В семилетнем возрасте вместе с семьёй переехала в Лондон.
Её интерес к актёрской игре проснулся после того, как она посмотрела фильм «Испытание Акилы», решив, что главная героиня является положительной ролевой моделью. Она писала письма разным агентам, в которых описывала свой актёрский опыт, пока её не начали брать на небольшие роли.
Её роль в фильме «Мой брат дьявол» заметил журнал «Screen International», который назвал её среди звёзд будущего 2012 года. За роль Джейми Харрисон в фильме «Городской гимн» Райт была номинирована на Премию британского независимого кино в категории «Самый многообещающий дебют».
Снималась в сериях фантастических сериалов «Доктор Кто» («Узри ворона») и «Чёрное зеркало» («Чёрный музей»). Она получила роль Шури в фильмах «Чёрная пантера» и «Мстители: Война бесконечности». Также Райт появилась в роли бунтовщика в фильме 2018 года «Первому игроку приготовиться».

## Фильмография
| Год  |     | Русское название               | Оригинальное название          | Роль                  |
| ---- | --- | ------------------------------ | ------------------------------ | --------------------- |
| 2011 | с   | Холби Сити                     | Holby City                     | Элли Мэйнард          |
| 2011 | тф  | Разное                         | Random                         | Девушка 3             |
| 2011 | ф   | Жертва                         | Victim                         | Нила                  |
| 2011 | с   | Главарь                        | Top Boy                        | Шантель               |
| 2012 | ф   | Мой брат дьявол                | My Brother the Devil           | Аиша                  |
| 2013 | с   | Подъём                         | Coming Up                      | Ханна                 |
| 2014 | тф  | Девушки из Глазго              | Glasgow Girls                  | Амал                  |
| 2014 | с   | В погоне за тенями             | Chasing Shadows                | Тейлор Дэвис          |
| 2015 | с   | Банан                          | Banana                         | Вивьенн Скотт         |
| 2015 | с   | Огурец                         | Cucumber                       | Вивьенн Скотт         |
| 2015 | ф   | Городской гимн                 | Urban Hymn                     | Джейми Харрисон       |
| 2015 | с   | Доктор Кто                     | Doctor Who                     | Анасон                |
| 2016 | с   | Люди                           | Humans                         | Рени                  |
| 2017 | кор | Пирожное                       | Cake                           |                       |
| 2017 | с   | Чёрное зеркало                 | Black Mirror                   | Ниш                   |
| 2018 | ф   | Пассажир                       | The Commuter                   | скейтбордистка Джулз  |
| 2018 | ф   | Чёрная пантера                 | Black Panther                  | Шури                  |
| 2018 | ф   | Первому игроку приготовиться   | Ready Player One               | Бунтовщик             |
| 2018 | ф   | Мстители: Война бесконечности  | Avengers: Infinity War         | Шури                  |
| 2019 | ф   | Мстители: Финал                | Avengers: Endgame              | Шури                  |
| 2022 | ф   | Смерть на Ниле                 | Death on the Nile              | Розали Оттерборн      |
| 2022 | ф   | Чёрная пантера: Ваканда навеки | Black Panther: Wakanda Forever | Шури / Чёрная пантера |
| 2026 | ф   | Мстители: Судный день          | Avengers: Doomsday             | Шури / Чёрная пантера |

## Награды и номинации
| Год  | Награда                              | Категория                    | Название фильма  | Результат |
| ---- | ------------------------------------ | ---------------------------- | ---------------- | --------- |
| 2016 | Премия британского независимого кино | «Самый многообещающий дебют» | «Городской гимн» | Номинация |